# Деморе
Деморе (фр. Démoret) — громада  в Швейцарії в кантоні Во, округ Юра-Нор-Водуа.

## Географія
Громада розташована на відстані близько 60 км на південний захід від Берна, 26 км на північ від Лозанни.
Деморе має площу 4,3 км², з яких на 4,7% дозволяється будівництво (житлове та будівництво доріг), 78,6% використовуються в сільськогосподарських цілях, 16,8% зайнято лісами, 0% не є продуктивними (річки, льодовики або гори).

## Демографія
2019 року в громаді мешкало 157 осіб (+22,7% порівняно з 2010 роком), іноземців було 4,5%. Густота населення становила 37 осіб/км².
За віковим діапазоном населення розподілялося таким чином: 21,7% — особи молодші 20 років, 63,7% — особи у віці 20—64 років, 14,6% — особи у віці 65 років та старші. Було 62 помешкань (у середньому 2,5 особи в помешканні).
Із загальної кількості 51 працюючого 30 було зайнятих в первинному секторі, 13 — в обробній промисловості, 8 — в галузі послуг.